# Andriy Klyouïev
Andriï Klyouyev (en ukrainien : Андрій Петрович Клюєв), né le 12 août 1964 à Donetsk), est un économiste et homme politique ukrainien.

## Biographie

### Éducation
Il a fait ses études à l'Université technologique nationale de Donetsk et a travaillé à la mine de charbon de Zassyadko.

### Carrière politique
Il a débuté en 1994 comme élu au conseil de l'oblast de Donetsk. Le 4 décembre 2001, sous l'étiquette Parti des régions à la Rada lors des Élections législatives ukrainiennes de 2002.
Vice premier-Ministre au Gouvernement Azarov I, secrétaire du Conseil de défense et de sécurité nationale d'Ukraine de février 2012 à janvier 2014.